# Concertgebouw
Concertgebouw, plným názvem Koninklijk Concertgebouw, je koncertní síň v nizozemském městě Amsterdam proslulá svou kvalitní akustikou. Přídomek „královský“ (koninklijk) budova získala v roce 2013. Stavba probíhala v letech 1883–1886, ke slavnostnímu otevření došlo ovšem až roku 1888, kvůli průtahům s úpravami okolí. Budova je v neoklasicistním slohu. Architektem byl Adolf Leonard van Gend, vzorem mu byl Gewandhaus v Lipsku (ovšem původní, zničený roku 1943 bombardováním). V roce 1985 začala rekonstrukce, během níž byl na východní straně přistavěn nový, modernistický vchod, podle návrhu Pi de Bruijna. Hlavní sál (Grote Zaal) má 1974 míst k sezení, menší sál (Kleine Zaal) 437 míst, ten je využíván zejména k prezentaci komorní hudby. Do hlavního sálu byly roku 1890 instalovány varhany.
Na zahajovacím koncertu roku 1888 představilo 120 hudebníků a 500 zpěváků díla Wagnera, Handela, Bacha a Beethovena. Vzápětí se budova stala domovskou scénou nově založeného Královského orchestru Concertgebouw (Koninklijk Concertgebouworkest). V Concertgebouw se neprovozuje jen klasická hudba, koncert zde v minulosti odehrály i rockové skupiny jako Led Zeppelin, Pink Floyd nebo The Who.